# Millpo (Huánuco)
Millpo (en quechua: Millpu) es una montaña de los Andes del norte peruano.

## Ubicación
Ubicado en la parte alta del margen oeste del río Marañón en el extremo norte del distrito de Singa en la provincia de Huamalíes del departamento de Huánuco.
Su altitud aproximada es de 4430 m s. n. m. Su flanco sur está limitado por la quebrada Pishgoragra y su flanco noreste por el lado suroeste por la quebrada Pillacu, cuyo lado noreste ya pertenece al distrito huarino de Rapayán del departamento de Áncash.